# Brütal Legend
Brütal Legend ist ein von Double Fine Productions kreiertes und von Electronic Arts publiziertes Action-Adventure-Videospiel aus dem Jahr 2009 für PlayStation 3, Xbox 360 und PC. Handlung, Optik und musikalische Untermalung des Spiels nehmen starken Bezug auf das Musikgenre Heavy Metal.

## Handlung
Brütal Legend folgt der Geschichte von Eddie Riggs (benannt nach Eddie the Head, dem Maskottchen von Iron Maiden, und Derek Riggs, dem Künstler, der Eddie entworfen hat). Er ist der weltbeste Roadie in der weltweit schlechtesten Heavy-Metal-Band Kabbage Boy. Das Spiel beginnt während eines Auftritts der Band. Als der Leadgitarrist von einem Teil der Bühne fällt, den Riggs aufgebaut hat und Eddie ihn fängt, fällt ein Stück der Kulisse herab und begräbt Riggs unter sich. Sein Blut tropft auf seine verfluchte Gürtelschnalle, die in Wirklichkeit ein Amulett von Ormagöden, dem „Zerstörer der antiken Welt“, ist. Ormagöden erwacht, tötet die Mitglieder von Kabbage Boy und transportiert Eddie in eine nordische Alternativwelt, in der Dämonen die Menschheit versklaven. Eddie erfährt, dass diese Fantasy-Welt vor langer Zeit von uralten Titanen erschaffen wurde, die Relikte und Anweisungen für die folgenden Generationen hinterlassen haben. Doch weder die Menschen noch die Dämonen konnten die Bedeutung entschlüsseln. Nur Eddie, aufgrund seiner Fähigkeiten als Roadie, weiß die Hinweise zu deuten und die Weisheit der Titanen zu nutzen. Obwohl Eddie als „der Auserwählte“ gesehen wird, ist nicht klar, ob er der Retter oder der Zerstörer der Welt ist.

## Spielprinzip und Technik

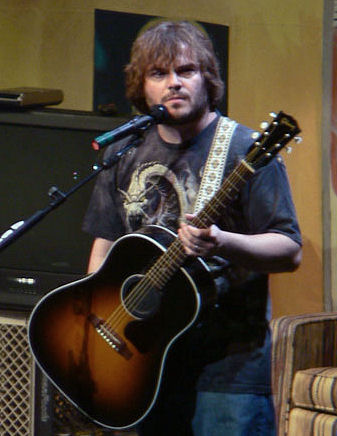
Jack Black, Synchronsprecher des Spielprotagonisten Eddie Riggs

Brütal Legend ist ein Action-Adventure aus der Third-Person-Ansicht mit Echtzeitstrategie-Elementen. Der Spieler kontrolliert den Protagonisten Eddie Riggs in einer offenen Fantasy-Heavy-Metal-Welt. Es sind 23 Hauptmissionen und 30 optionale Nebenmissionen verfügbar. Eddie nutzt drei Waffen beziehungsweise Hilfsmittel: eine Breitaxt, seine Flying-V-Gitarre, mit der er Zauber bewirken kann, und seinen Hot Rod. Verbesserungen oder neue Fähigkeiten für diese findet er überall in der Spielewelt oder kauft er bei einem Händler. Alle Waffen können miteinander kombiniert werden. Beispielsweise kann Eddie die Gitarre nutzen, um einen Gegner mit Feuer in die Luft zu schleudern, und ihn dann dort mit der Axt traktieren. Das Zusammenspiel der Waffen ist bei einigen Kämpfen gegen Endgegner unerlässlich, um zu siegen. Eddie kann nicht unendlich Magie nutzen: Nach einer gewissen Zeit heizt sich die Gitarre auf und wird rot. Erst nach ihrer Abkühlung kann sie wieder genutzt werden. Der Spieler kann außerdem Metal-Lieder finden und mit dem Radio des Hot Rods abspielen.
Während des Spiels trifft der Spieler zahlreiche Verbündete, die individuelle und spezielle kooperative Kampfaktionen mit Eddie durchführen können. Eddie kann außerdem Truppen kontrollieren und ihnen bestimmte Aufgaben übertragen, wie zum Beispiel einer Gruppe Headbanger befehlen, ihre „Headbanging-Fähigkeiten“ zu nutzen, um Gegner anzugreifen. Er kann eine Armee erschaffen, indem er mit einem Minigame Merchandise-Stände erstellt und dort seine Lakaien herbeiruft. Entweder Eddie oder seine Mitstreiter greifen die Widersacher an.
Brütal Legend hat einen teambasierten Mehrspieler-Modus, der vergleichbar ist mit einem vereinfachten Echtzeitstrategiespiel mit Teamgrößen von „Einer gegen Einen“ bis „Drei gegen Drei“. Jedes Team wählt eine von drei Fraktionen, die bestimmen, welche Hilfsmittel und Truppen herbeigerufen werden können und die Verteidigung des eigenen Gebiets übernehmen. Die Anzahl und Typen der Truppen ist limitiert, um zu verhindern, dass ein Team zu mächtig wird. Dieser Spielmodus kann auch von einem Einzelspieler gespielt werden. Die Rolle der menschlichen Mitspieler übernimmt dann der Computer.
Das Spiel verwendet die von Double Fine selbst entwickelte Buddha-Engine, benannt nach dem Arbeitstitel von Brütal Legend. Die Engine wurde mit einem Schwerpunkt auf Multiplattform-Entwicklung konzipiert, die Arbeiten begannen, nachdem Double Fines vorheriges Projekt Psychonauts nach Absprung eines Publishers kurzfristig und mit erheblichen Aufwand auf zusätzliche Plattformen angepasst werden musste.

## Entwicklungs- und Veröffentlichungsgeschichte
Tim Schafer, der Creative Director des Spiels, wurde von seinen eigenen musikalischen Erfahrungen zu Brütal Legend inspiriert. Die Hauptfigur des Spiels ist der Roadie Eddie Riggs, gesprochen von Jack Black, der in eine Fantasiewelt transportiert wird, die wie aus dem Cover eines Heavy-Metal-Albums entsprungen wirkt. Neben der Stimme von Jack Black bietet das Spiel Stimmen von weiteren Heavy-Metal-Musikern und anderen Berühmtheiten. Unter anderem wurden Lemmy Kilmister, Rob Halford, Ozzy Osbourne, Lita Ford und Tim Curry verpflichtet und mehr als hundert Lieder des Genres von Tim Schafer ausgewählt und in das Spiel integriert. Um Werbung für das Spiel zu machen, trat Jack Black bei den MTV Video Music Awards 2009 in Brütal-Legend-Kostümierung mitsamt riesiger Plastikaxt auf.
Ab Mai 2009 wurde das Spiel mit kurzen Online-Videos, Brutal Thoughts with Jack Black genannt, von Black und Tim Schafer beworben. Auf dem Download-Festival 2009 in Donington Park, England, arrangierte Electronic Arts einen Guinness Weltrekordversuch für 440 Brütal-Legend-Fans. Der Rekord sollte durch die größte Zahl an Luftgitarrenspielern, die das Lied Ace of Spades von Motörhead spielen, erreicht werden. Auf der Comic-Con International im Juli 2009 spielten die Metal-Bands Gwar, 3 Inches of Blood und Unholy Pink ein Werbekonzert für das Spiel. Keith Morris, der Sänger der Circle Jerks, trat dabei als DJ auf.
Die Konsolenversionen sind am 15. Oktober 2009 in Europa und am 13. Oktober 2009 in Nordamerika erschienen, die PC-Version am 26. Februar 2013.
Ursprünglich sollte Brütal Legend von Vivendi Games vertrieben werden, wurde aber nach Vivendis Zusammenschluss mit Activision von Activision aus dem Portfolio gestrichen. Erst später meldete Electronic Arts sein Interesse an, worauf mehrere Klagen zwischen Activision und Double Fine folgten. Man einigte sich aber außergerichtlich.
- Brütal Legend war der offizielle Sponsor der Mastodon und Dethklok Tour 2009.[11]
- Tim Schafer trat am 2. Oktober 2009 in der Late Night Show mit Jimmy Fallon auf, um das Spiel zu bewerben.[12]
- Jack Black trat am 14. Oktober 2009, verkleidet als Eddie Riggs, bei Jimmy Kimmel Live! auf.[13]
- Auf dem Wacken Open Air 2009, dem größten Heavy-Metal-Festival der Welt, lief Werbung für das Spiel auf den drei Videoleinwänden an den Hauptbühnen.
- Seit dem 16. November 2009 stellte die deutsche Thrash-Metal-Band Hatred mit dem Song Mosh Crüe, einer Version des Titels (We are the) Moshcrew von ihrem Album Madhouse Symphonies (2008), nach einem via Myspace geführten Wettbewerb die offizielle Brütal-Legend-Hymne.[14]

### Soundtrack
Brütal Legend beinhaltet 107 Lieder aus dem Genre Metal von 75 verschiedenen Bands, die von Tim Schafer und der zuständigen Music Director Emily Ridgway ausgewählt wurden. Statt sich darauf zu verlassen, dass Musiklabels und Bands ihnen eine Liste mit möglichen Liedern beschafften, aus denen sie auswählen könnten, kontaktierte das Entwicklungsteam die Künstler, deren Lieder sie im Spiel haben wollten, um ihre Erlaubnis zur Nutzung im Spiel einzuholen. In manchen Fällen gestaltete sich dieser Vorgang als schwierig, da die Band bereits aufgelöst war und jedes einzelne Bandmitglied aufgesucht werden musste.
| - A Serpentine Crave – Bishop of Hexen - Ad Noctis – Rotting Christ - Am I Evil? – Diamond Head - Angel Witch – Angel Witch - Angels Don’t Kill – Children of Bodom - Assault Attack – Michael Schenker Group - Back at the Funny Farm – Motörhead - Battle Angels – Sanctuary - Battle Hymn/One Shot at Glory – Judas Priest - Believer – Ozzy Osbourne - Betrayal – Lita Ford - Birth of the Hero – Tvangeste - Blackout – Scorpions - Blitzkrieg – Deathstars - Bomber – Girlschool - Breadfan – Budgie - Cathode Ray Sunshine – Dark Tranquillity - Children of the Grave – Black Sabbath - Crack the Skye (Instrumental) – Mastodon - Cremation – King Diamond - Cry of the Banshee – Brocas Helm - Dawn of Battle – Manowar - Deadly Sinners – 3 Inches of Blood - Destroy the Orcs – 3 Inches of Blood - Diary of a Madman – Ozzy Osbourne - Die For Metal – Manowar - Dr. Feelgood – Mötley Crüe | - Drink the Blood of the Priest – Brocas Helm - Drum Solo – Slough Feg - Fast as a Shark – Accept - For the Glory Of – Testament - Free Your Hate – KMFDM - Frost – Enslaved - Girlfriend – Kabbage Boy - God of Thunder – Kiss - Goliaths Disarm Their Davids – In Flames - Hall of the Mountain King – Savatage - Her Ghost in the Fog – Cradle of Filth - High Speed Dirt – Megadeth - Lovedrive/Holiday – Scorpions - Ignisis Dance – Wrath of Killenstein - In the Black – Motörhead - Insomnia – Dark Fortress - Kickstart My Heart – Mötley Crüe - Lay It Down – Ratt - Leather Rebel – Judas Priest - Live Wire – Mötley Crüe - Loke – Enslaved - Love Dump – Static-X - Machine Gunn Eddie – Nitro - March of the Crabs – Anvil - Marching Off to War – Motörhead - Master Exploder – Tenacious D - Metal Church – Metal Church | - Metal Storm/Face the Slayer – Slayer - Metal Thrashing Mad – Anthrax - Mr. Crowley – Ozzy Osbourne - Mr. Scary – Dokken - Murmaider – Dethklok - Narita – Riot - Never Say Die – Black Sabbath - Nightstalker – Cloven Hoof - No Love Lost – Carcass - Oblivion (Instrumental) – Mastodon - Overnight Sensation – FireHouse - Painkiller – Judas Priest - Progenies of the Great Apocalypse – Dimmu Borgir - Pure Evil – Iced Earth - Queen of Desire – Ostrogoth - Queen of the Masquerade – Crimson Glory - Riding the Storm – Running Wild - Rip the System – KMFDM - Road Racin – Riot - Rock Bottom – UFO - Rock of Ages – Def Leppard - Skeleton on Your Shoulder – Coroner - Snap Your Fingers, Snap Your Neck – Prong - So Frail – Mirrorthrone - Soul Thrashing Black Sorcery – Skeletonwitch - Stigmata – Ministry - Still of the Night – Whitesnake | - Sulphur Injection – Apostasy - Superbeast – Rob Zombie - Swords and Tequila – Riot - Symptom of the Universe – Black Sabbath - Tag Team – Anvil - Technical Difficulties – Racer X - The Axeman – Omen - The Beautiful People – Marilyn Manson - The Hellion/Electric Eye – Judas Priest - The Metal – Tenacious D - The Somber Grounds of Truth – Bishop of Hexen - The Wild and the Young – Quiet Riot - Thieves – Ministry - Through the Fire and Flames – DragonForce - Thus Spake the Nightspirit – Emperor - Tornado of Souls – Megadeth - Warriors Dawn – Slough Feg - (We Are) the Road Crew – Motörhead - Welcome Home – King Diamond - Wheels of Steel – Saxon - When the Night Falls – Iced Earth - Witches – Candlemass - World of Hurt – Overkill - Y.R.O. – Racer X - Youth Gone Wild – Skid Row - Zoom Club – Budgie |

Quelle(n):

### Synchronsprecher
| Charakter           | Englischer Sprecher | Deutscher Sprecher       |
| ------------------- | ------------------- | ------------------------ |
| Eddie Riggs         | Jack Black          | Tobias Meister           |
| Ophelia             | Jennifer Hale       | Maya Bothe               |
| Lars Halford        | Zach Hanks          | Simon Roden              |
| Lita Halford        | Kath Soucie         | Ilya Welter              |
| Lionwhyte/Firebaron | Rob Halford         | Richard Hucke            |
| Doviculus           | Tim Curry           | Volker Niederfahrenhorst |
| Kill Master         | Lemmy Kilmister     | Thomas Balou Martin      |
| Wächter des Metal   | Ozzy Osbourne       | Phil Daub                |
| Mangus              | Alex Fernandez      | Bernd Reheuser           |
| Fletus              | Robin Atkins Downes | Jürg Löw                 |
| Rima                | Lita Ford           | Nicole Engeln            |
| Kage                | Kyle Gass           | Hans Bayer               |
| Erzähler            | Corey Burton        | Rheinhard Schulat        |

## Rezeption
Brütal Legend erhielt überwiegend gute Kritiken. So erreicht Brütal Legend bei Metacritic in der PlayStation-3- und Xbox-360-Version Metascores von 82 und 83 von 100 Punkten. Bei GameStats ergibt sich eine Bewertung von 8,4 für die PlayStation-3-Version und 8,3 für die Xbox-360-Version.
GamePro vergab eine Wertung von 85 Prozent. Hierbei wird die „spannende Mischung unterschiedlicher Elemente“ hervorgehoben, wobei vor allem die Action-Sequenzen und deren „präzise Kampfsteuerung“ gelobt, die Strategie-Sequenzen hingegen unter anderem als „häufig zu unübersichtlich“ und „zu unausgegoren“ kritisiert werden. Im Fazit wird das Spiel mit dem Film Wayne’s World verglichen und als „außergewöhnliches Kultobjekt mit Schwächen für Liebhaber“ bezeichnet.
Spieletipps vergab eine Wertung von 83 Prozent. Gelobt werden vor allem die lustigen Hauptdarsteller, die abgefahrene Geschichte, der riesige Soundtrack und das fordernde Gameplay.
Bei der Verleihung der Interactive Achievement Awards 2010 der Academy of Interactive Arts & Sciences wurde Brütal Legend in den Kategorien Strategiespiel/Simulation des Jahres und Bester Soundtrack ausgezeichnet. Nominiert war es zudem in den Kategorien Beste Character Performance, Bestes Originaldrehbuch und Beste Game Direction. Bei den Game Developers Choice Awards 2010 wurde es nominiert in den Kategorien Story und Audio, konnte jedoch keine der beiden Kategorien für sich entscheiden. 2011 wurde es nach einer öffentlichen Abstimmung zu den 80 Spielen gewählt, die das Smithsonian American Art Museum in seiner Ausstellung The Art of Video Games präsentierte.
Nach Angaben Schafers in einem Interview vom Februar 2011 hatte sich das Spiel bis dato 1,4 Millionen Mal verkauft. Es blieb damit unter den Absatzerwartungen.